# Original Boardwalk Style
Original Boardwalk Style es un álbum en directo del músico y compositor (líder de Phish) estadounidense Trey Anastasio and the Undectet, lanzado el 10 de junio de 2008 a través del sello de Anastasio Rubber Jungle Records. Se grabó en dos conciertos del 30 y 31 de diciembre de 2006, en el House of Blues de Atlantic City, Nueva Jersey.
Los beneficios del álbum van destinados a Seven Below Arts Initiative, una organización formada por Anastasio en 2006 para ayudar a artistas y fomentar la educación artística de Vermont.

## Lista de canciones
1. "Drifting" (Anastasio, Lawton, Markellis) - 7:11
2. "Plasma" (Anastasio, Herman, Marshall) - 11:51
3. "Shine" (Aanstasio, O'Brien) - 6:55
4. "Alive Again" (Anastasio, Herman, Marshall) - 8:06
5. "Mud City" (Anastasio) - 7:42
6. "Simple Twist Up Dave" (Anastasio, Herman, Marshall) - 8:13
7. "Tuesday" (Anastasio) - 5:33
8. "Money, Love and Change" (Anastasio, Marshall) - 14:00
9. "Mr. Completely" (Anastasio) - 8:43
10. "First Tube" (Anastasio, Lawton, Markellis) - 8:41

- La pista 10 sólo aparece si se adquiere el álbum a través de Live Phish.com.

## Personal
- Trey Anastasio - guitarra, voz
- Peter Apfelbaum - saxofón, flauta
- Cyro Baptista - percusión
- Jeff Cressman - trombón
- Christina Durfee - voz, sintetizador
- Dave Grippo - saxofón
- Tony Hall - bajo, voz
- Jennifer Hartswick - voz, trompeta
- Ray Paczkowski - teclados
- Russell Remington - saxofón, flauta
- Jeff Sipe - batería